# Kalwes

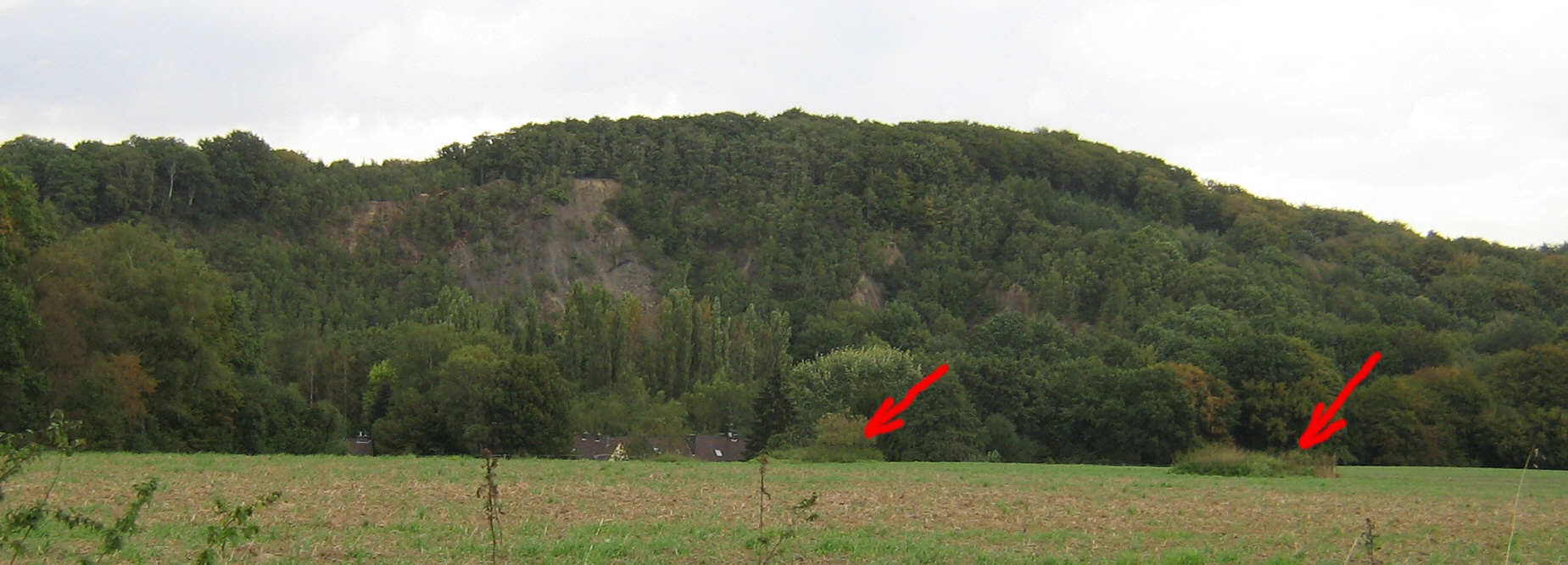
Kalwes mit dem Steinbruch der Zeche Klosterbusch und Fundamentresten der Kohlen-Seilbahn (2006)

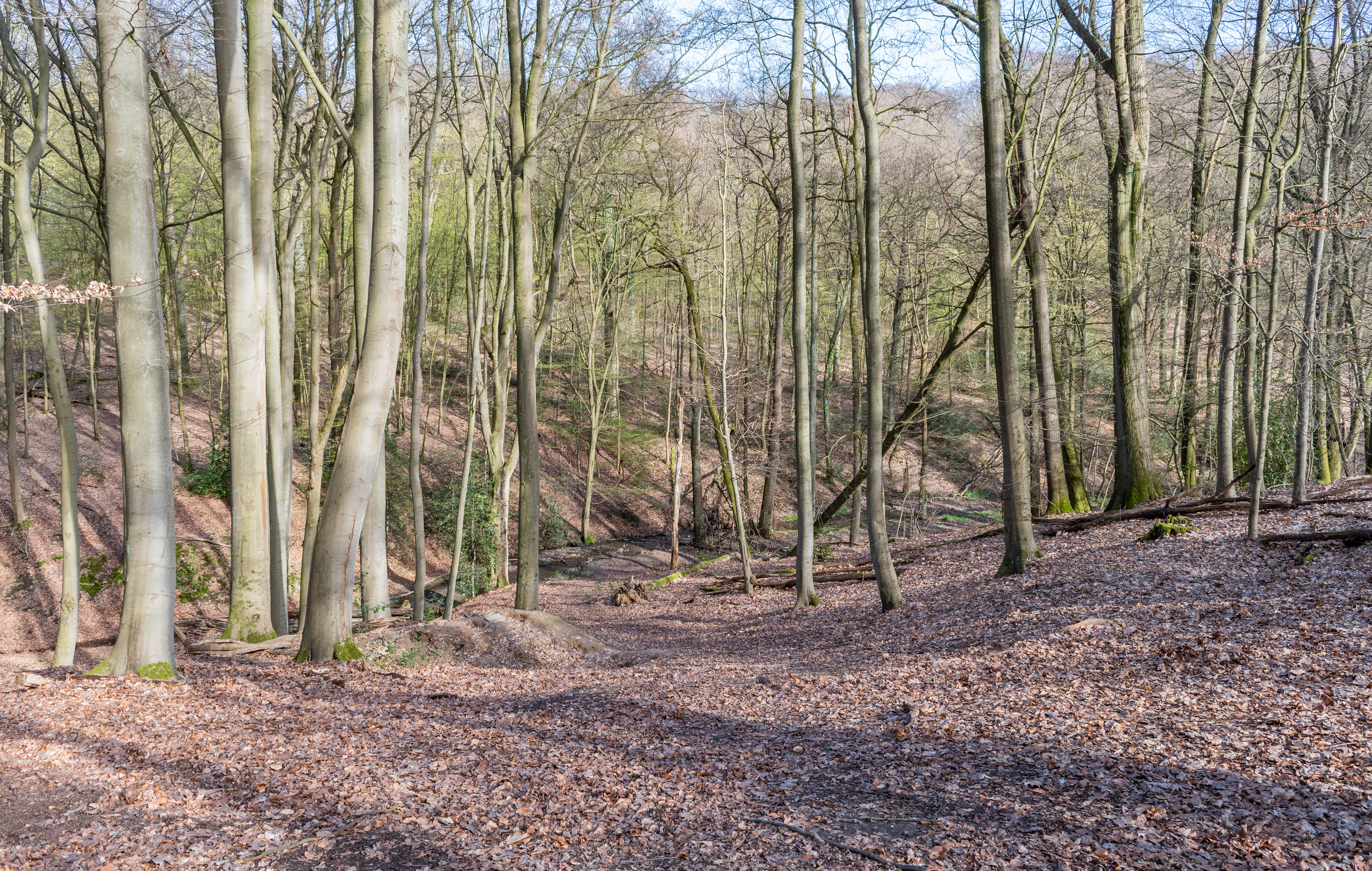
Waldgebiet am Kalwes mit dem Kalwesbach nahe des Botanischen Gartens (2023)

Der Kalwes (Kalbweide) ist eine Erhebung im Stadtteil Querenburg im Südosten Bochums (159 m). Die Stadt Bochum plant hier ein 35 ha großes Naturschutzgebiet. Zu den Gewässern zählt der Kalwesbach, der in den Lottenbach mündet. Der Wald, der Klosterbusch, ist von Buchen geprägt, ferner kommt hier die Stechpalme vor.
Westlich grenzt der Botanische Garten der Ruhr-Universität Bochum an. Nach Osten hin schließt sich das Königsbüscher Wäldchen an. 
Als Relikt der Zeche Klosterbusch befindet sich hier ein Steinbruch, der neben dem Geologischen Garten Bochum in Wiemelhausen zu den großen geologischen Aufschlüssen Bochums zählt. Er bietet Einsicht in die Schichten des Karbon. Das im Wald in den Felsen eingelassene Depot für Sprengstoff explodierte am Morgen des 13. Januar 1914. Zu Tode kamen Otto Bracht und dessen Bruder Franz.
Am Südost-Gang entstand ein Wohnheim der HFG, das heute vom AkaFö Bochum geführt wird. 
Daneben baute das Bistum Essen ein Studienkolleg für Theologie-Studenten, welches zum Wintersemester 1969/70 eröffnete. Ab dem Jahr 1994 diente es als Priesterseminar St. Ludgerus auch der der postgradualen Ausbildung der Priesteramtskandidaten. Im Jahr 2013, nach Verlagerung der Priesterausbildung nach Münster 2012, wurde das Gebäude an das AkaFö Bochum verkauft und zeitweise als Flüchtlingsheim genutzt.